# Sionom Hudon Sibulbulon
Sionom Hudon Sibulbulon is een bestuurslaag in het regentschap Humbang Hasundutan van de provincie Noord-Sumatra, Indonesië. Sionom Hudon Sibulbulon telt 958 inwoners (volkstelling 2010).